# Крка (баскетбольный клуб)
«Крка» (словен. Košarkarski klub Krka Novo mesto) — словенский баскетбольный клуб из города Ново-Место.

## История
Клуб в Ново-Месте был организован в 1948 году и расформирован в 1983 году. В 1997 году фармацевтическая компания Krka взяла под свою опеку баскетбол в городе, создав одноименную команду. Коллектив является постоянным участником европейских клубных турниров.

## Титулы
- Кубок Вызова: 2011
  - Финалист Кубка Европы УЛЕБ: 2003
  - Финалист Адриатической лиги: 2002
- Чемпион Словении (7): 2000, 2003, 2010—2014
  - Финалист чемпионата Словении (3): 2001, 2002, 2018
  - Финалист Кубка Словении (2): 2001, 2002
- Победитель Суперкубка Словении (5): 2010, 2011, 2012, 2014, 2016

## Сезоны
| Сезон   | Лига         | Уровень | Рег.Чемп | Плей-Офф | Еврокубки             |
| ------- | ------------ | ------- | -------- | -------- | --------------------- |
| 2011—12 | Телемак Лига | 1       | 1        | Чемпион  | -                     |
| 2012—13 | Телемак Лига | 1       | 1        | Чемпион  | Гр.этап Еврочелленджа |